# Somerset
Somerset (pronunciaciónⓘ; AFI /ˈsʌməˌsɛtʲ/) es un condado ceremonial y, excluyendo las autoridades unitarias de North Somerset y Bath and North East Somerset, un condado no metropolitano de origen histórico ubicado en el Suroeste de Inglaterra. Su capital o county town es Taunton, localidad situada en el sur del condado.
Limita con Brístol y Gloucestershire al norte, con Wiltshire al este, con Dorset al sureste y con Devon al suroeste. Gran parte de su límite septentrional está delimitado por las costas del canal de Brístol y del estuario del río Severn. Su confín norte ha sido tradicionalmente el río Avon, pero el mismo fue trasladado al sur con la creación y expansión de la ciudad de Brístol y, posteriormente, con el nacimiento del condado de Avon y las autoridades unitarias que lo sucedieron tras su abolición.
Se trata de una zona rural que presenta terrenos ondulados como las áreas de Mendip Hills, Quantock Hills y el parque nacional de Exmoor, así como extensas llanuras como los Somerset Levels. Con sus 4171 km², ocupa el puesto número siete en cuanto a superficie entre los cuarenta y ocho condados ceremoniales de Inglaterra, mientras que el condado no metropolitano, de 3451 km², se encuentra en el número doce entre los treinta y cuatro condados no metropolitanos de dicho país constituyente.
Existe evidencia de asentamientos humanos en la zona en el Neolítico y de las subsecuentes ocupaciones romana y sajona; posteriormente, jugó un rol importante en la consolidación y ascenso del rey Alfredo el Grande, en la guerra civil inglesa y en la Rebelión de Monmouth.
La agricultura constituye una de sus actividades económicas principales. La cría de ganado ovino y bovino —cuyos fines incluyen la producción de lana y de sus famosos quesos— es una actividad tradicional y contemporánea, como también lo es el cultivo del sauce para la cestería, siendo este último más inusual. Las huertas de manzanas fueron muy abundantes en el pasado por lo que hoy en día es conocido por elaborar sidras fuertes. Mientras que su tasa de crecimiento poblacional supera la del país, la de desempleo es menor al promedio nacional. Los principales sectores empleadores son el comercio minorista, la manufactura, el turismo, los servicios sociales y los de salud.

## Toponimia
Su nombre deriva del inglés antiguo Sumorsǣte, abreviación de Sumortūnsǣte, que quiere decir “la gente que vive o depende de Sumortūn”. Hasta donde se sabe, la primera vez que se utilizó la denominación Somersæte fue en el año 845, después de que la región sucumbiera ante la invasión sajona. Sumortūn era el antiguo nombre de Somerton y posiblemente significara “asentamiento de verano”, es decir, una granja ocupada durante los meses estivales y abandonada en invierno. No obstante, no está emplazado en terrenos bajos solo habitables en verano debido a las inundaciones, sino que se sitúa sobre una colina en la cual la posibilidad de vivir en invierno hubiera sido completamente factible. Una teoría alternativa explica que el nombre deriva de Seo-mere-saetan que significa algo así como “pobladores de los lagos cerca del nivel del mar”. Algunas denominaciones celtas incluyen Gwlad yr Haf en galés, Gwlas an Hav en córnico y Bro an Hañv en bretón; las tres significan "tierra de verano".
En su lema, se sigue usando en inglés antiguo, Sumorsaete ealle, que se traduce como “toda la gente de Somerset”. Se adoptó en 1911 luego de rescatarlo de la Crónica anglosajona. Junto al resto del suroeste de Inglaterra, formó parte de Wessex, uno de los siete reinos de la heptarquía; el lema que lo identifica en la actualidad hace referencia al apoyo generalizado que el pueblo de Somerset le brindó al rey Alfredo el Grande en su lucha por evitar una invasión vikinga en el reino.
Sus habitantes fueron mencionados por primera vez en la crónica del año 845, bajo el nombre de "Somersæte", pero el condado propiamente dicho (no sus pobladores) no fue citado hasta el 1015 bajo igual designación. Somersetshire, una versión arcaica del nombre moderno, se registró por primera vez en la crónica en el año 878. Aunque como denominación alternativa solía llamársele Somersetshire, esta práctica cayó en desuso a finales del siglo XIX, posiblemente debido a que se adoptó como oficial el nombre de "Somerset" con el establecimiento del Consejo del Condado en 1889; también es probable que haya tenido que ver el hecho de que, tal como sucedió en otros condados que hoy en día no terminan con el sufijo -shire, el mismo era innecesario, puesto que no existía dentro de sus límites ningún pueblo del que se tuviera que diferenciar por medio de dicho sufijo.
La mayor parte de sus localidades presentan denominaciones de origen anglosajón. Unas pocas colinas contienen elementos celtas en sus nombres; por ejemplo, un documento del año 682 define a Creechborough Hill como “la colina que los británicos llaman Cructan y que nosotros llamamos Crychbeorh". Algunos de estos nombres son de origen enteramente céltico británico, como el de la villa de Tarnock, mientras que otros conjugan elementos sajones y celtas, siendo Pen Hill un ejemplo de esto.

## Historia

### Prehistoria

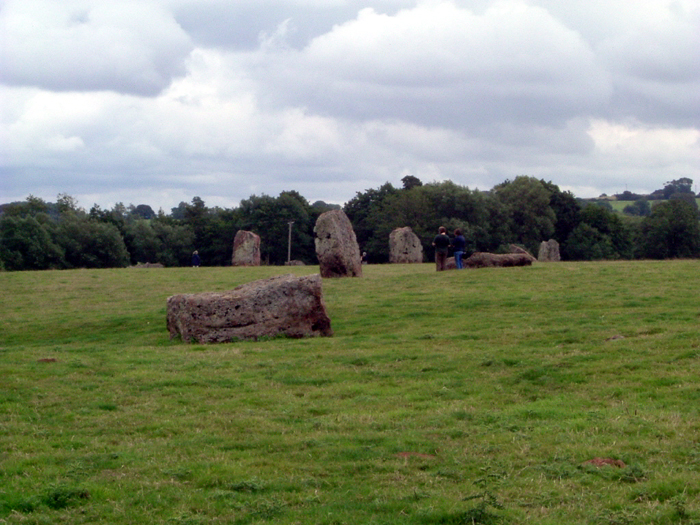
Círculos de piedra de Stanton Drew.

Las cuevas de Mendip Hills estuvieron habitadas desde el Paleolítico y han revelado importantes hallazgos arqueológicos, como los de la garganta de Cheddar. Los huesos de Gough's Cave han sido datados alrededor del 12 000 a. C., mientras que un esqueleto masculino completo, conocido como el Hombre de Cheddar y encontrado dentro de la misma, data del año 7150 a. C. aproximadamente. Se descubrieron también ejemplos de pintura rupestre en cuevas tales como Aveline's Hole. La ocupación de algunas cavernas se extendió hasta los tiempos modernos, tal como sucedió en Wookey Hole.
Los Somerset Levels —particularmente las áreas no inundables como Glastonbury y Brent Knoll— también tienen una larga historia en lo referente al asentamiento humano y se sabe que fueron habitados por cazadores mesolíticos. La movilidad en la zona fue facilitada con la construcción del Sweet Track, uno de los caminos más antiguos del mundo, en el año 3807 o 3806 a. C.; el empleo de técnicas dendrocronológicas permitió una datación tan precisa. Existen además numerosos castros de la Edad de Hierro, algunos de los cuales, por ejemplo el Castillo de Cadbury y el de Ham Hill, que fueron reocupados durante la Alta Edad Media. Se desconoce la edad exacta del monumento prehistórico conformado por los círculos de piedra de Stanton Drew, pero se cree que se trata de una construcción neolítica.

### Antigüedad y Medioevo

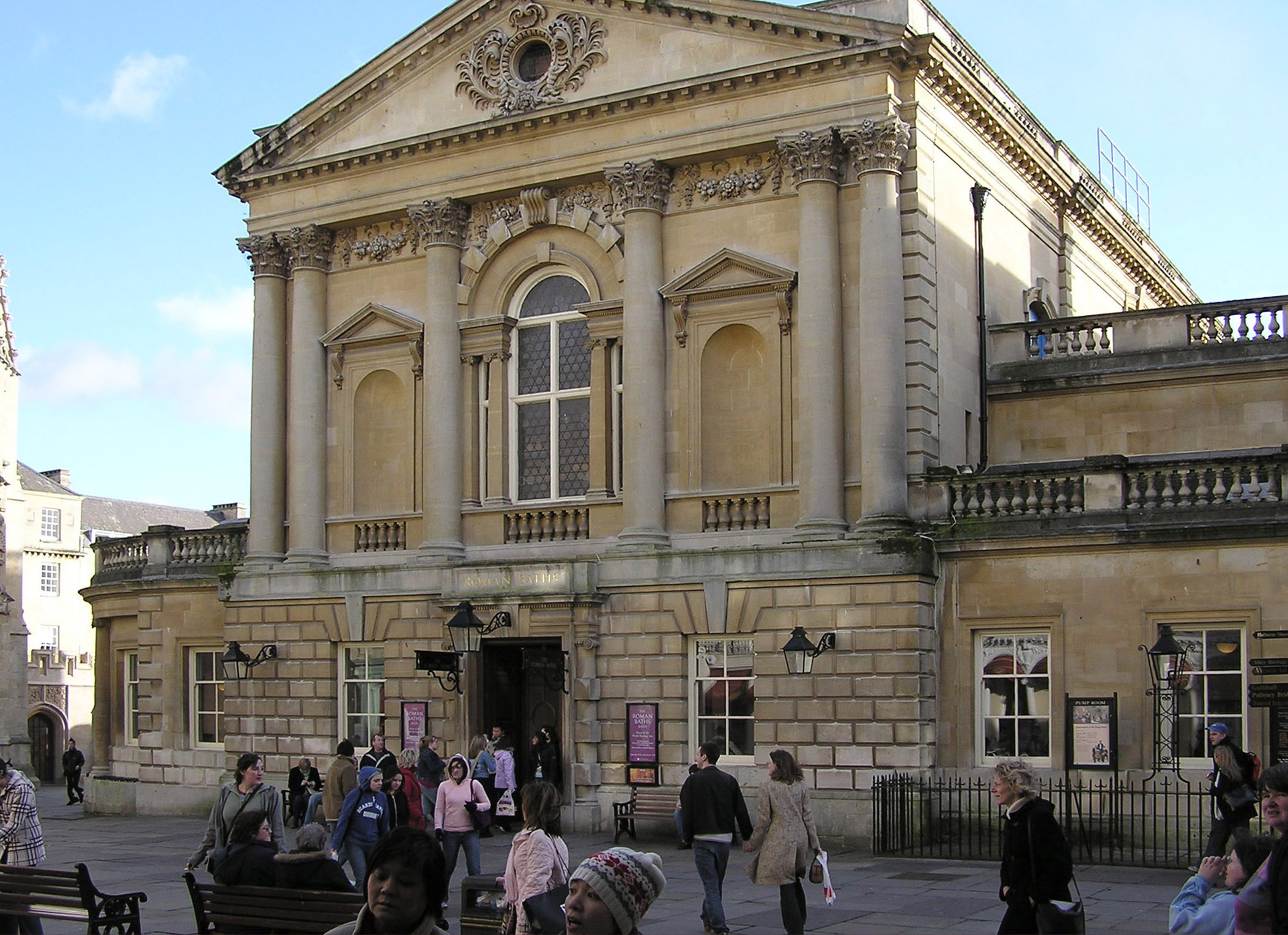
Entrada de las termas romanas de Bath.

Bajo el mando del futuro emperador Vespasiano y como parte de la expansión romana en Britania, la Segunda Legión invadió Somerset desde el sureste en el año 47. Desde entonces, formó parte del Imperio romano hasta alrededor del 409, cuando la ocupación extranjera en la isla finalizó. Una amplia variedad de vestigios atestiguan la dominación por parte de la potencia en aquella época, incluyendo el templo romano de Pagans Hill en Chew Stoke, la villa romana de Low Ham y las termas que le dieron nombre a la ciudad de Bath.
Después de la retirada de los romanos, Gran Bretaña fue invadida por pueblos anglosajones, los que para el año 600 habían establecido su control sobre la mayor parte de lo que hoy es Inglaterra. No obstante, Somerset se hallaba aún en manos de los nativos britanos, quienes resistieron el avance sajón en el suroeste durante un tiempo; para comienzos del siglo VIII, sin embargo, el rey Ine de Wessex había extendido los límites occidentales de su reino para incluir dentro de los mismos las tierras actualmente pertenecientes al condado suroccidental. El palacio real sajón en Cheddar fue sede del Witenagemot (asamblea de hombres sabios) en varias oportunidades durante el siglo X.

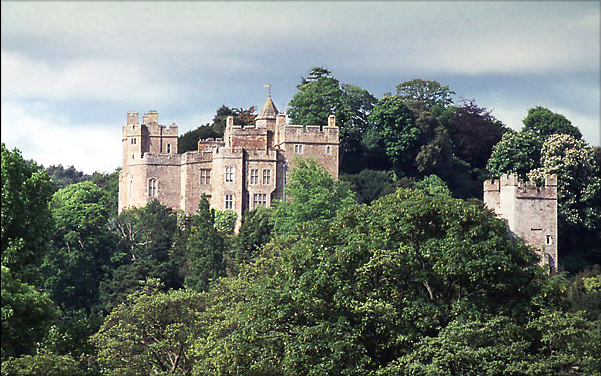
Fotografía del Castillo de Dunster.

Tras la conquista normanda, fue dividido en 700 feudos y amplias áreas de tierra pasaron a manos de la corona, existiendo fortificaciones tales como el Castillo de Dunster, utilizadas para el control y la defensa. Fundada en 1610, HMP Shepton Mallet, ubicada en la villa homónima, constituye la prisión más antigua de Inglaterra que aún se encuentra en uso. Durante la Guerra Civil Inglesa, Somerset fue mayoritariamente parlamentarista. En 1685, la infructuosa Rebelión de Monmouth —que intentaba derrocar al rey Jacobo II y coronar a James Scout, 1.º Duque de Monmouth— tuvo lugar en este y en el vecino condado de Dorset. Los rebeldes desembarcaron en Lyme Regis y avanzaron hacia el norte con la esperanza de capturar Brístol y Bath, pero fueron derrotados en la batalla de Sedgemoor, en Westonzoyland, la cual constituyó la última batalla campal librada sobre suelo inglés. El militar y estadista Arthur Wellesley tomó su título, Duque de Wellington, de un pueblo local llamado así; es conmemorado con un obelisco conocido como Monumento de Wellington, de unos 53 metros de altura, ubicado sobre una colina cercana y construido entre 1817 y 1854.

### Desarrollo agrícola y minero
El siglo XVIII se desarrolló pacíficamente; no obstante, la Revolución Industrial en las Midlands y en el Norte de Inglaterra significó el final de la mayoría de sus pequeñas industrias. Por otro lado, la agricultura continuó floreciendo, hasta que en 1777 se fundó la Bath and West of England Society for the Encouragement of Agriculture, Arts, Manufactures and Commerce para mejorar los métodos agrícolas. La extracción de carbón consistió en una importante actividad en la zona septentrional durante los siglos  XVIII y XIX, y para el año 1800 la misma había sentado sus bases en los alrededores del pueblo de Radstock. Los yacimientos de este combustible fósil alcanzaron su auge productivo en la década de 1920, pero todas las minas han cerrado ya, la última lo hizo en 1973. La mayor parte de las instalaciones en la superficie de las minas de carbón han sido demolidas y queda poca evidencia de que hayan existido alguna vez. Más hacia el oeste se encuentran las Brendon Hills, unas colinas que fueron explotadas a finales del siglo XIX por su abundancia en mineral de hierro, el cual se transportaba en ferrocarril hasta el puerto de Watchet, en donde era embarcado y enviado a los hornos de Ebbw Vale, en el sur de Gales.

### Guerras mundiales
Primera Guerra Mundial
Muchos soldados originarios de Somerset murieron en acto de servicio durante la Primera Guerra Mundial, su infantería sufrió cerca de cinco mil bajas. La mayoría de sus pueblos y villas tienen monumentos conmemorativos de la guerra; y solo siete localidades, conocidas como Thankful Villages, no sufrieron pérdidas de habitantes en el conflicto bélico.
Segunda Guerra Mundial
Durante la Segunda Guerra Mundial, sirvió como base para las tropas que se preparaban para el desembarco de Normandía (popularmente conocido como Día D). Algunos de los hospitales que erigieron para atender a los heridos siguen aún en uso. A fin de evitar una potencial invasión alemana, construyeron la línea Taunton Stop Line. Hoy en día, aún pueden apreciarse los restos de los búnkeres a lo largo de la costa, por su zona sur, en lugares como Ilminster y como Chard.
Con el objetivo de proteger Brístol y otras localidades adyacentes de los bombardeos que llevaba a cabo el ejército nazi durante la noche, edificaron un considerable número de “pueblos señuelo”. Los diseñaron de manera que imitaran la geometría de calles oscuras, así como la de líneas ferroviarias. Asimismo construyeron también estaciones como la Temple Meads, alejando de este modo al enemigo de determinados blancos. Uno de ellos fue construido sobre Black Down, habiendo sido proyectado por Shepperton Studios, basándose en fotografías aéreas de la playa de maniobras ferroviarias de Brístol. Los señuelos se completaban con tenues luces rojas que simulaban ciertas actividades, tales como la carga de locomotoras de vapor. La quema de fardos de paja empapados en creosota, aparentaba los efectos de las bombas incendiarias arrojadas por los aviones de una expedición nocturna anterior; mientras tanto, sofocaban con rapidez en donde fuese posible, las llamas resultantes de las bombas incendiarias certeras. Se quemaban también barriles de contenido inflamable para simular un pueblo o ciudad en llamas, evitando que las subsecuentes olas de bombarderos arrojasen sus bombas en donde debían. El pueblo señuelo ubicado en las cercanías de Chew Magna fue atacado con media docena de bombas el 2 de diciembre de 1940 y con más de mil proyectiles incendiarios el 3 de enero de 1941. En la noche siguiente, bombardearon el señuelo emplazado en los alrededores de Uphill, el cual protegía el aeródromo de Weston-super-Mare.

## Ciudades y pueblos

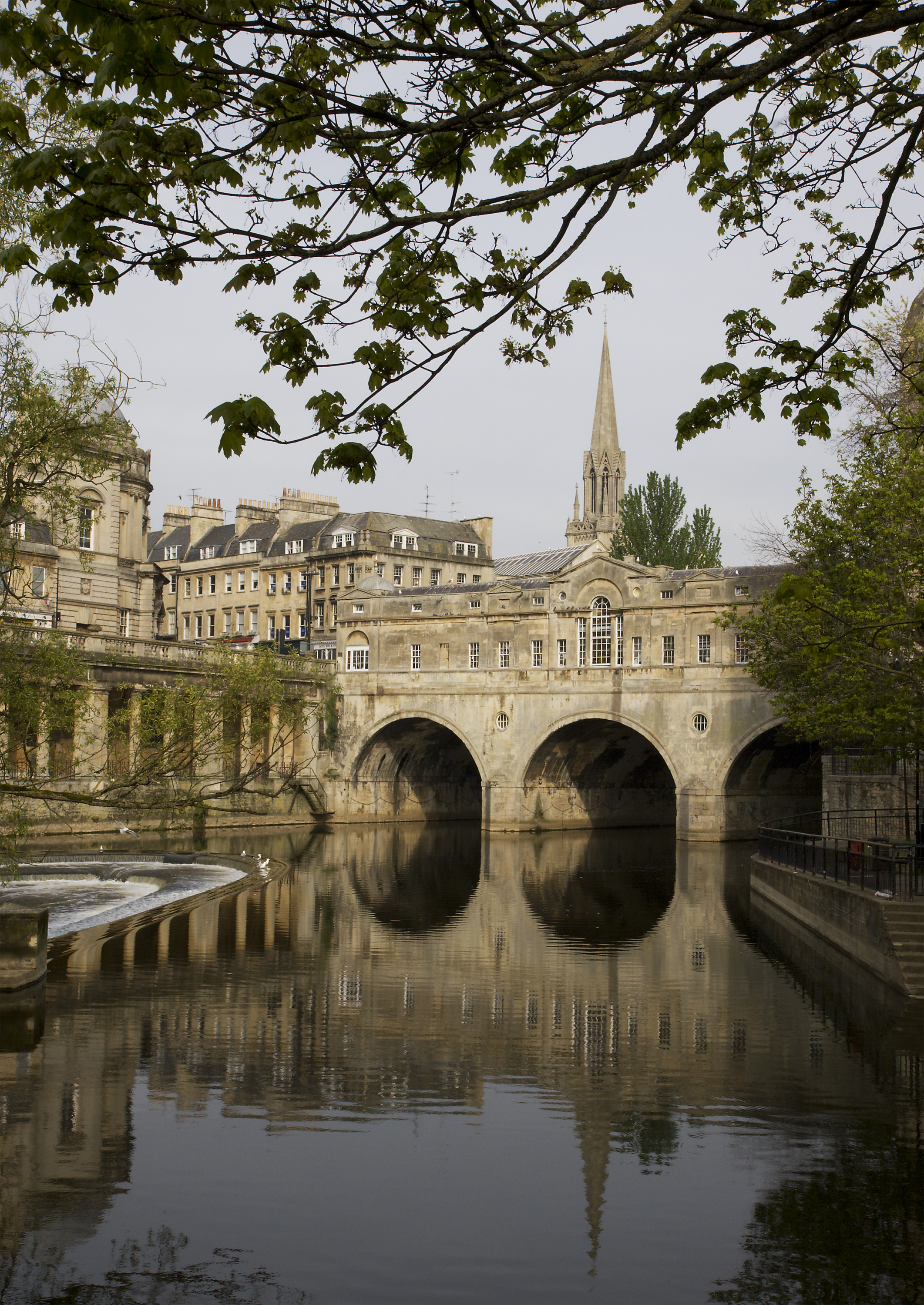
El puente Pulteney, en Bath, es un ejemplo de arquitectura palladiana.

Después de haber sido county town, o capital del condado, durante los siglos  XI y XII, Ilchester cedió dicho estatus a Somerton a finales del siglo XIII, pero la importancia de esa última localidad sufrió un declive y la capital fue retransferida a Taunton alrededor del año 1366. El condado posee dos ciudades (cities), Bath y Wells, y un pequeño número de pueblos (towns). En muchos casos, existen villas (villages) que superan en tamaño a pueblos lindantes: la villa de Cheddar, por ejemplo, casi triplica la población del cercano pueblo de Axbridge. Numerosos asentamientos crecieron gracias a su importancia estratégica en relación con las características del terreno, como valles en medio de una cresta de colinas o puntos en los que se podía cruzar un río, tal como sucedió en Axbridge sobre el río Axe, Castle Cary sobre el río Cary, North Petherton sobre el Parrett, e Ilminster sobre el Isle. Midsomer Norton, surcada por el río Somer, y Radstock, atravesada por el río Wellow Brook y por la calzada romana de Fosse Way, fueron designadas partes de la parroquia civil de Norton Radstock. Chard constituye el pueblo más meridional y situado a mayor altitud en todo el condado, ubicado a 121 m sobre el nivel del mar.

## Geografía física

### Geología
Gran parte de sus paisajes están influidos por la geología subyacente. En la zona norte se encuentran formaciones del jurásico temprano junto a karsts calizos. En su centro, contiene valles de arcilla y humedales, en el sur y el este, existen oolitos, y en el oeste, se encuentra arenisca devónica. Al noreste de los Somerset Levels se encuentran las Mendip Hills, que constituyen colinas calizas moderadamente altas. La parte central y occidental de dichas elevaciones fue designada Area of Outstanding Natural Beauty en 1972, cubriendo la misma una superficie de 197 km². Su principal hábitat son los prados calcáreos que contienen tierras arables aprovechadas en las actividades agrícolas. Sus minas de carbón forman parte de un extenso yacimiento que se extiende hasta Gloucestershire. Al norte de las Mendip Hills se sitúa el Chew Valley y, al sur, sobre un sustrato de arcilla, se ubican amplios valles cuyas características favorecen la industria láctea.

### Hidrografía

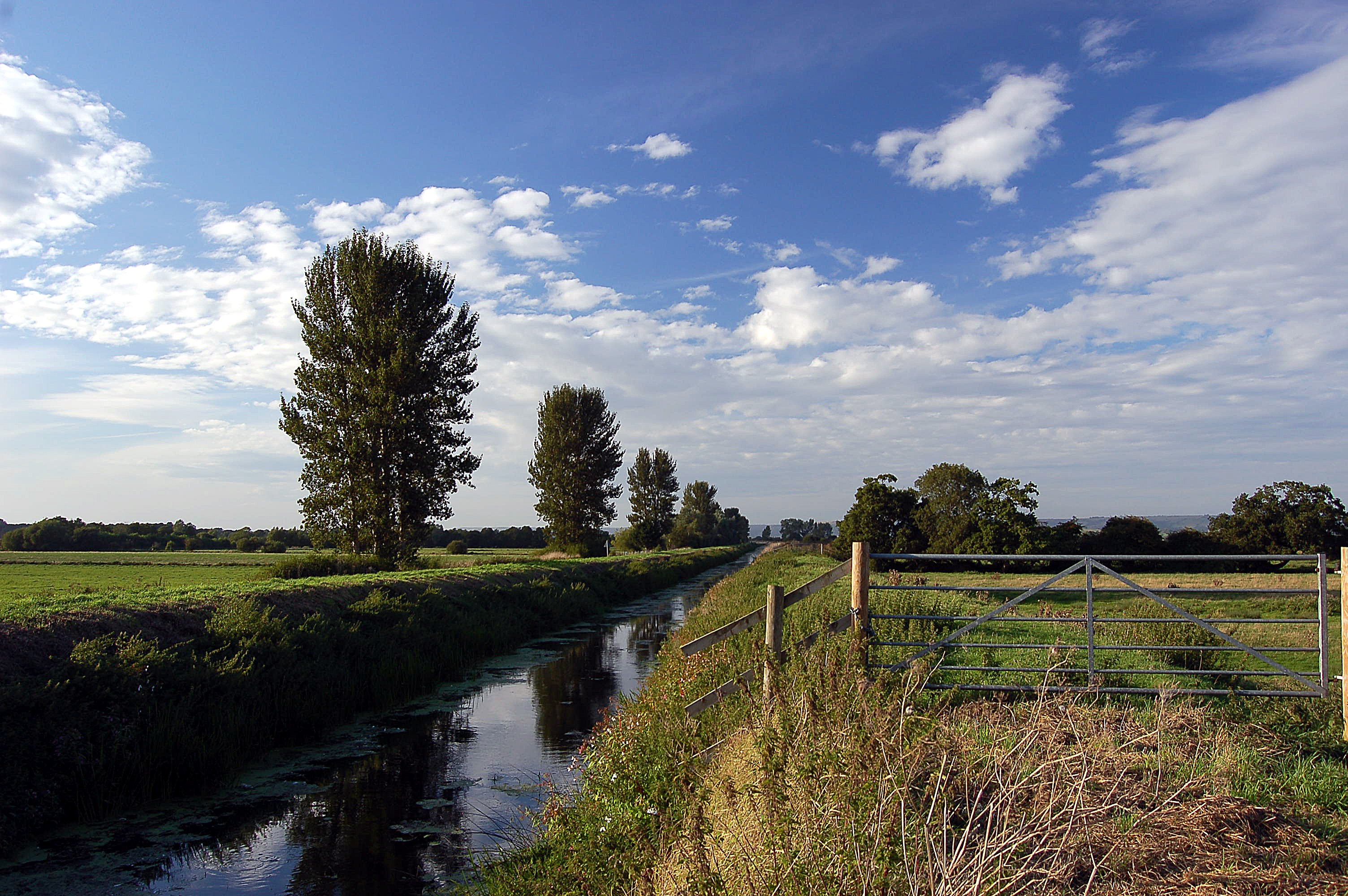
Río Brue cerca de Glastonbury.

Existe una gran red de ensenadas —incluyendo la de Wookey Hole—, ríos subterráneos y cañones, como los de Cheddar y Ebbor. El condado cuenta además con muchos ríos en superficie, entre los que pueden mencionarse el Axe, el Brue, el Cary, el Parrett, el Sheppey, el Tone y el Yeo, los cuales irrigan y drenan los llanos y páramos del centro y oeste de Somerset. En el norte del condado, el río Chew confluye con el Brístol Avon. El nivel del Parrett es afectado por las mareas casi hasta Langport, donde hay evidencia de antiguos muelles romanos.

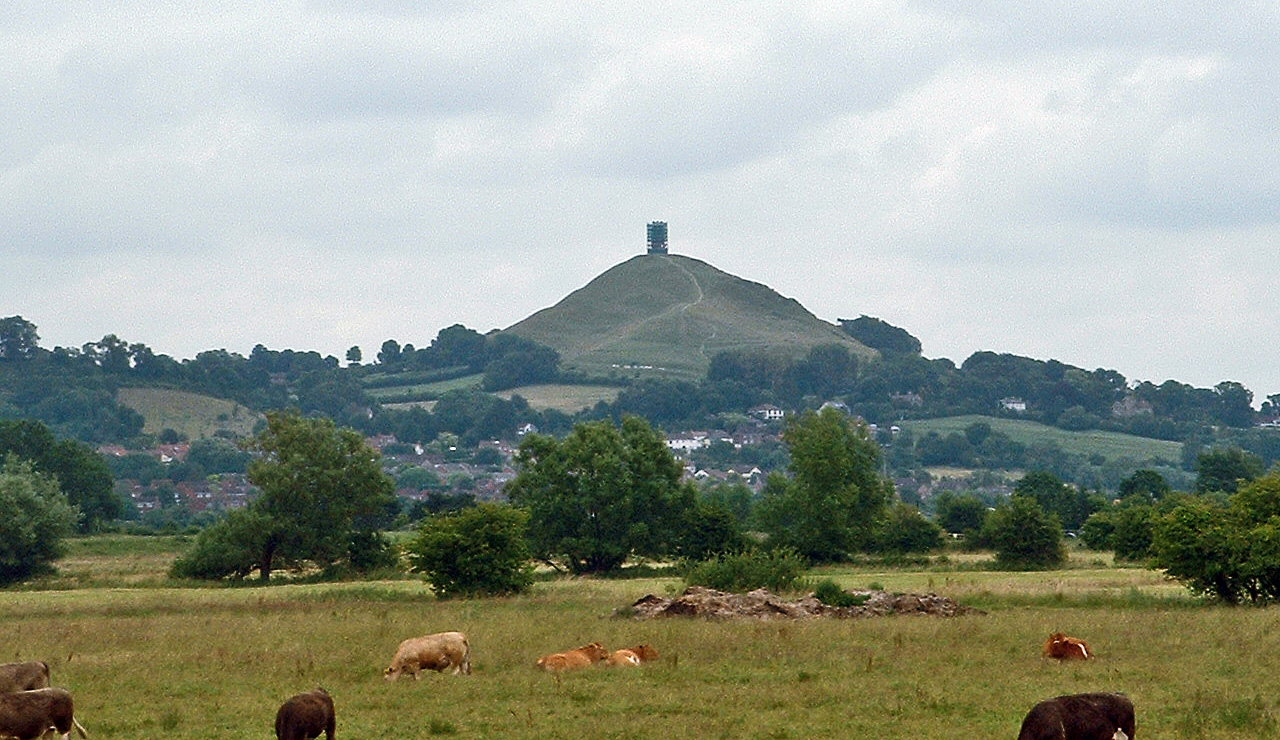
La colina de Glastonbury Tor se encuentra en los Somerset Levels.

### Relieve

#### Llanos y páramos
Los Somerset Levels —o Somerset Levels and Moors, como son llamados con menos frecuencia aunque más correctamente— constituyen una zona de humedales escasamente poblada en el centro de Somerset, entre las Quantock y las Mendip Hills. Consisten en llanos (levels) de arcilla marina situados a lo largo de la costa y páramos (moors) de tierra adentro ricos en turba. Los llanos se hallan divididos por las Polden Hills, las cuales también separan las cuencas de los tres principales cursos de agua de estas planicies: la del río Parrett, al sur, y las de los ríos Brue y el Axe, al norte. La superficie total del área geográfica es de unas 64 750 hectáreas y, en términos generales, se corresponde con el distrito de Sedgemoor, aunque también incluye el suroeste del distrito de Mendip. Aproximadamente, el 70 % de la misma está cubierto por prados, mientras que el 30 % restante es aprovechado por la agricultura. Adentrándose veinte kilómetros desde la costa, esta extensión de tierras llanas apenas supera el nivel del mar. Antiguamente, antes del drenaje, gran parte de la zona quedaba inundada bajo las aguas salobres de un mar poco profundo en invierno y se convertía en una marisma en verano. El drenaje comenzó con los romanos y volvió a ponerse en práctica en varias ocasiones: por los anglosajones; en la Edad Media, desde el 1400 a 1770 aproximadamente, por la Abadía de Glastonbury; y durante la Segunda Guerra Mundial, con la construcción del río artificial Huntspill. Aún en la actualidad, deben tomarse medidas para controlar el nivel del agua.

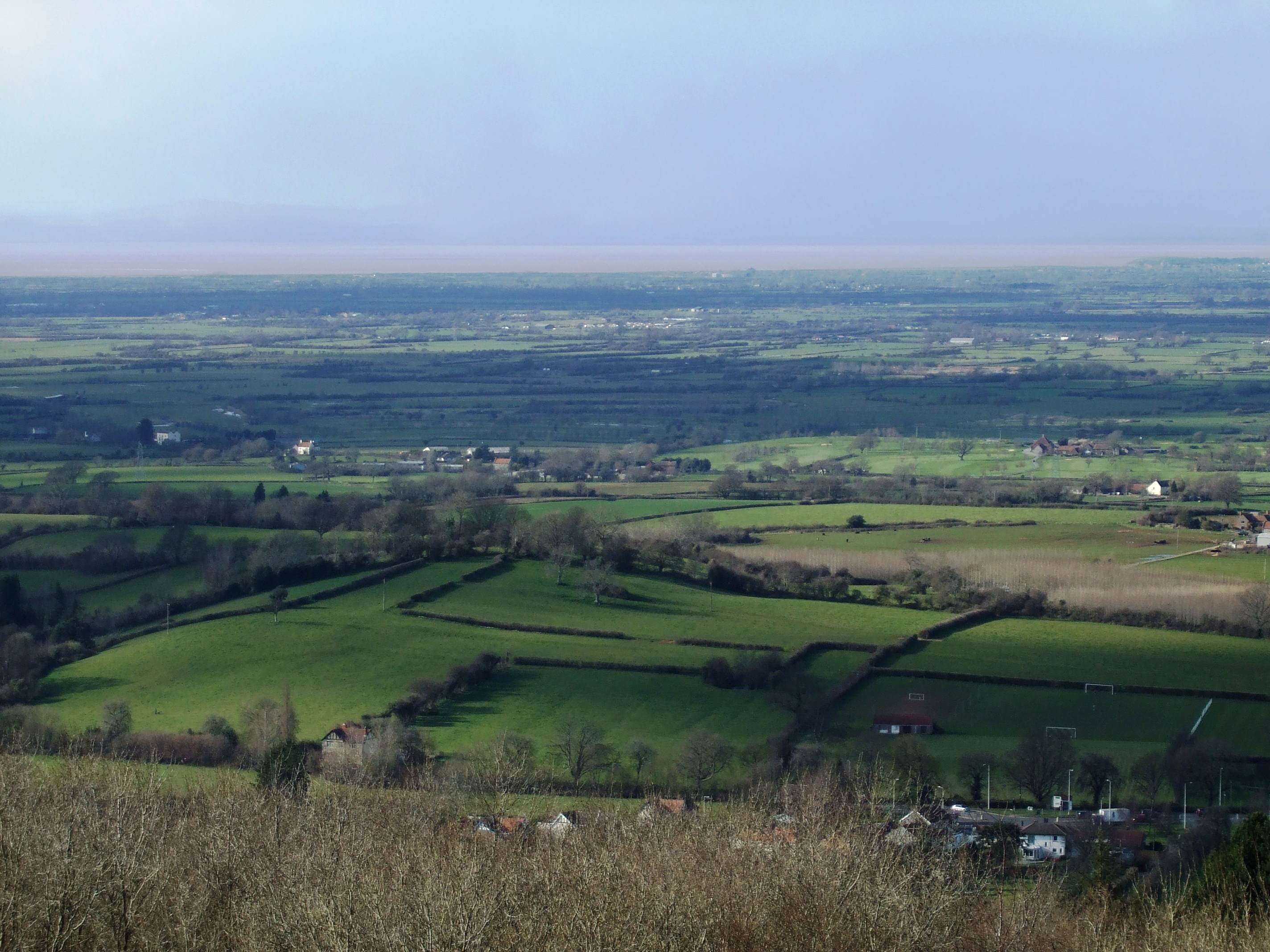
Vista de los North Somerset Levels desde Dolebury Warren.

Los North Somerset Levels, al norte de las Mendip Hills, cubren un área menor que la de su vecino meridional e incluyen la zona costera alrededor de Avonmouth. En la costa opuesta, sobre la orilla galesa del estuario del río Severn , yace otra extensión de baja altitud y de similares características, conocida como Caldicot and Wentloog Levels.
En el extremo occidental del condado, continuando hacia el oeste ya en Devon, se localiza Exmoor, un páramo devónico de arenisca que fue designado parque nacional en 1954, bajo el National Parks and Access to the Countryside Act de 1949. El punto más alto de Somerset es Dunkery Beacon, ubicado en Exmoor, con una altitud de 519 metros sobre el nivel del mar. Más de cien de sus lugares han sido designados como Sitios de Especial Interés Científico.

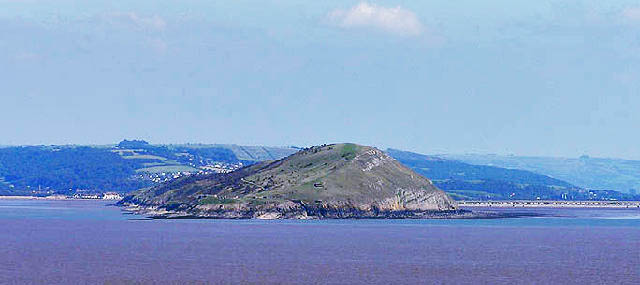
Brean Down es un promontorio de piedra caliza ubicado en el canal de Brístol.

#### Costas
Su límite septentrional está formado por sesenta y cuatro kilómetros de línea costera que se extiende por el canal de Brístol y el estuario del río Severn. El canal presenta la segunda mayor oscilación en los niveles de las mareas del mundo, siendo superado solo por la bahía de Fundy, en Canadá: en Burnham-on-Sea, por ejemplo, dicha variación puede sobrepasar los doce metros. Se han presentado diferentes propuestas para la construcción de una presa hidroeléctrica sobre el Severn, que aprovechará la energía de estos movimientos de las masas de agua. Las principales localidades costeras incluyen, de oeste a noreste: Minehead, Watchet, Burnham-on-Sea, Weston-super-Mare, Clevedon y Portishead. La zona litoral ubicada entre Minehead y el extremo nororiental de la costa del condado no metropolitano, (cerca de Brean Down) es conocida como Bridgwater Bay y constituye una Reserva Natural Nacional. Más al norte, la costa forma Weston Bay y Sand Bay; la línea que se extiende entre Sand Point —el límite septentrional de esta última bahía— y Lavernock Point (Gales) separa el estuario del Severn del canal de Brístol. Los terrenos costeros del centro y del norte, pertenecientes a los Somerset Levels, presentan una baja altitud, mientras que las costas occidentales son más altas y accidentadas, puesto que en el oeste, la meseta de Exmoor se encuentra con el mar, originando acantilados y cascadas.

### Clima

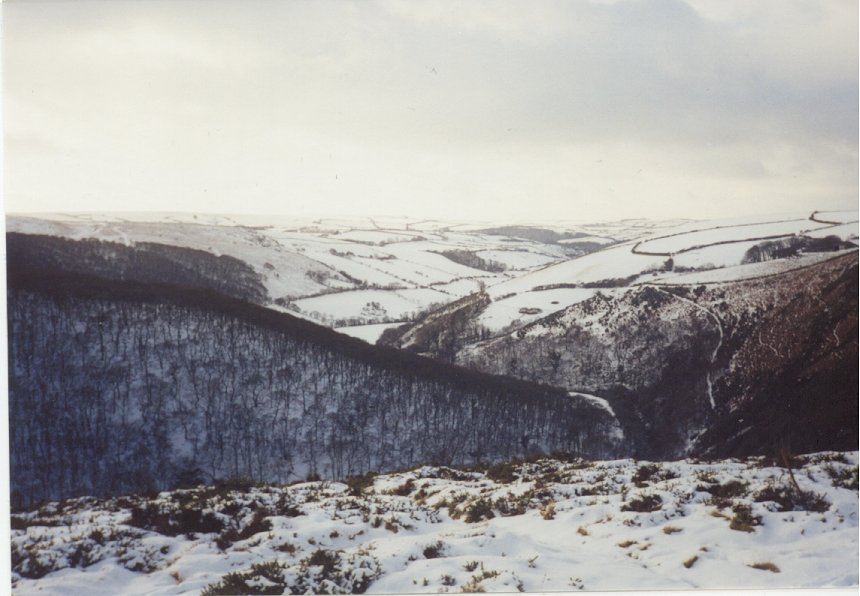
Imagen de los Horner Woods (Exmoor) cubiertos de nieve.

Junto con el resto del Suroeste de Inglaterra, Somerset disfruta de un clima templado. El condado se caracteriza por sus condiciones climatológicas de mayor humedad y menor crudeza en relación con el resto del país. La temperatura media anual ronda los 10 °C y revela variaciones estacionales y diurnas, aunque, debido al efecto moderador del mar, la amplitud térmica es inferior a la existente en la mayor parte del Reino Unido. Enero es el mes más frío con temperaturas mínimas promedio que van desde 1 °C a 2 °C. Julio y agosto son, en cambio, los meses más cálidos, trayendo a la región temperaturas máximas promedio de 21 °C aproximadamente.
El Suroeste de Inglaterra posee un emplazamiento favorecido con respecto al anticiclón de las Azores, cuando el mismo extiende su área de influencia en dirección noreste, hacia el Reino Unido, particularmente en verano. No obstante, a menudo se forman nubes convectivas tierra adentro, en especial cerca de las colinas, reduciendo la cantidad de horas de sol. El promedio anual de horas con luz solar ronda las 1600.
Las precipitaciones suelen estar asociadas con depresiones atlánticas o con la convección. Las depresiones son más notorias en otoño e invierno, y la mayor parte de la lluvia que cae en el suroeste durante esta época del año tiene ese origen. El promedio anual de precipitaciones es de entre 787 y 889 mm, y es normal que nieve entre 8 y 15 días por año. Entre noviembre y marzo los vientos, que soplan predominantemente desde el suroeste, alcanzan sus máximas velocidades, mientras que entre junio y agosto presentan las más bajas.

## Economía

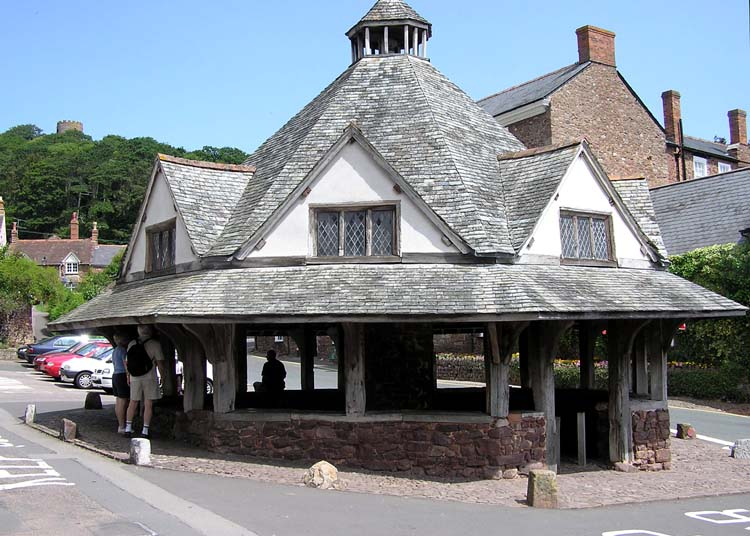
El Dunster Yarn Market fue construido en 1609 para la comercialización de productos textiles.

Somerset cuenta con pocos centros industriales, pero tiene una gran variedad de comercios relacionados con la industria ligera y la alta tecnología, además de una agricultura de importancia tradicional y una creciente actividad turística, que resultan en una tasa de desempleo de apenas 2,5 %. Durante la Revolución Industrial, Bridgwater se desarrolló como el principal puerto del West Country, navegando hasta allí barcos de gran calado a través del río Parrett. Posteriormente, los cargamentos eran transferidos a embarcaciones más pequeñas en Langport Quay, junto al puente del citado pueblo, para ser transportados río arriba hasta Langport; o bien, podían tomar otro rumbo en Burrowbridge para ser llevados a Taunton a través del río Tone, un afluente del curso de agua anteriormente mencionado. En la actualidad, sin embargo, el Parrett es navegable solo hasta Dunball Wharf. Durante los siglos XIX y XX, Bridgwater fue un centro de manufactura de tejas de arcilla y ladrillos, y más tarde de celofán, pero estas industrias han cerrado ya. Debido en parte a sus conexiones con el sistema de autopistas, la localidad se ha convertido en un punto de distribución de productos para compañías tales como Argos, Toolstation y Gerber Juice. AgustaWestland fabrica helicópteros en Yeovil, y Normalair, fabricante de equipos de oxígeno para aviones, también produce en ese lugar. Muchos pueblos han fomentado la industria ligera, como por ejemplo Crewkerne, en donde se encuentra Ariel Ltd, una de las empresas manufactureras automotrices más pequeñas del Reino Unido.

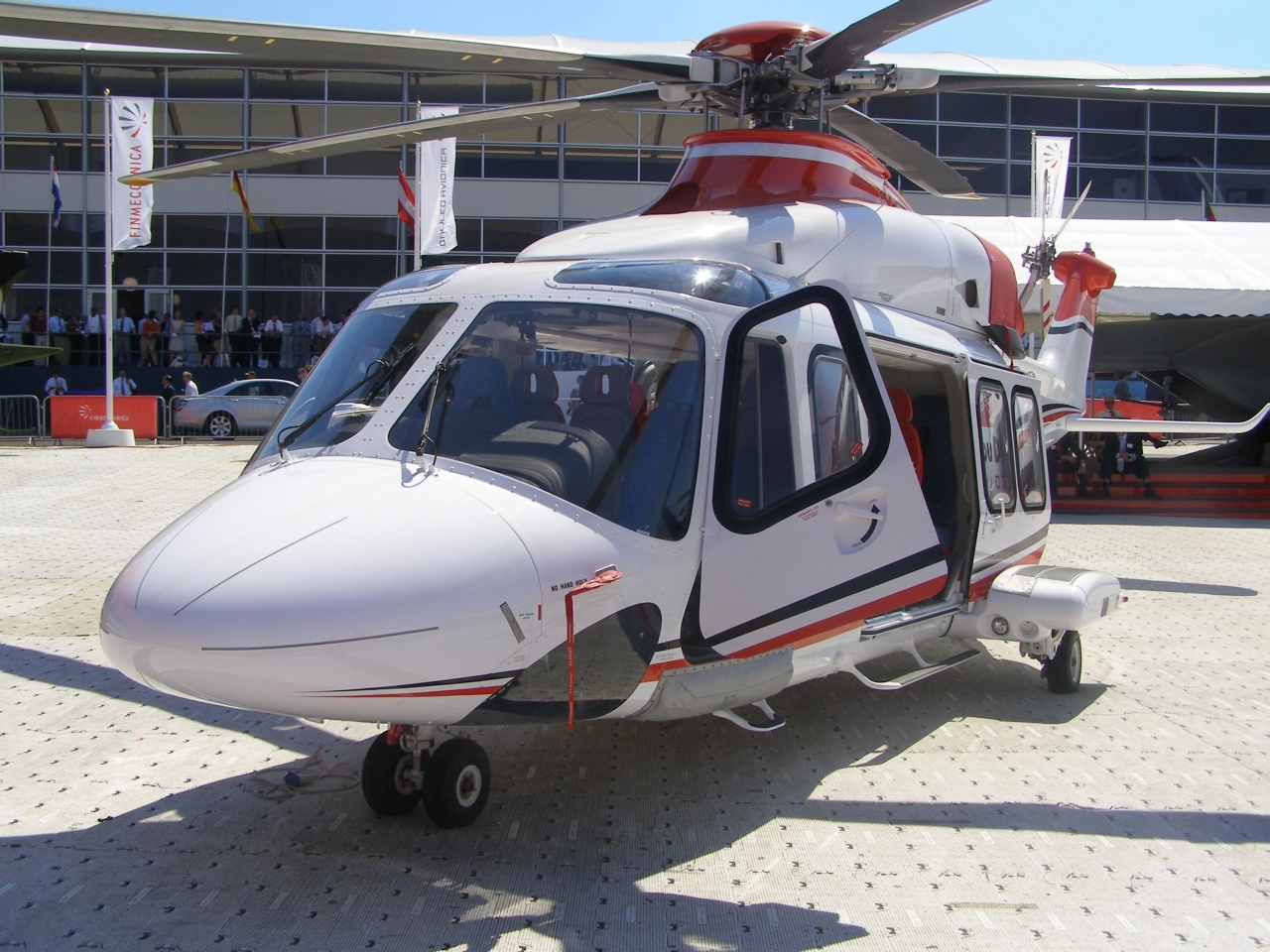
AW139, modelo de helicóptero fabricado por AgustaWestland.

### Industrias defensivas
El condado es un importante proveedor de tecnología y equipamientos defensivos. ROF Bridgwater fue construida a comienzos de la Segunda Guerra Mundial, entre Puriton y Woolavington, para la elaboración de explosivos. En abril de 2008 el lugar estaba siendo desmantelado, y se espera que cierre finalmente en julio del mismo año. Templecombe es sede de la compañía productora de sonares Thales Underwater Systems, así como Taunton lo es de la Oficina Hidrográfica del Reino Unido. En dos oportunidades (en 2006 y 2007), se anunció que cesarían las actividades manufactureras en la fábrica de Taunton de Thales Optics; no obstante, los sindicatos y el Consejo del Distrito de Taunton Deane están trabajando para revertir o mitigar dichas decisiones. Otras empresas de alta tecnología incluyen la compañía óptica de Gooch and Housego, en Ilminster. Existen oficinas del Ministerio de Defensa en Bath, y Norton Fitzwarren es sede de los 40 Commando Royal Marines. La estación del Royal Naval Air Service de Yeovilton (Royal Naval Air Station Yeovilton), ubicada en Yeovil, es una de las dos únicas bases activas de la Fleet Air Arm y el lugar en donde se guardan los helicópteros Westland Lynx de la Marina Real Británica y Westland Sea Kings del Royal Marines Commando. Unos 1675 militares y 2000 civiles trabajan en la estación de Yeovilton, y las actividades principales comprenden el entrenamiento del personal a bordo de las aeronaves, ingenieros, controladores de combate de la Marina Real y controladores de aeronaves en tierra.

### Agricultura e industria alimentaria

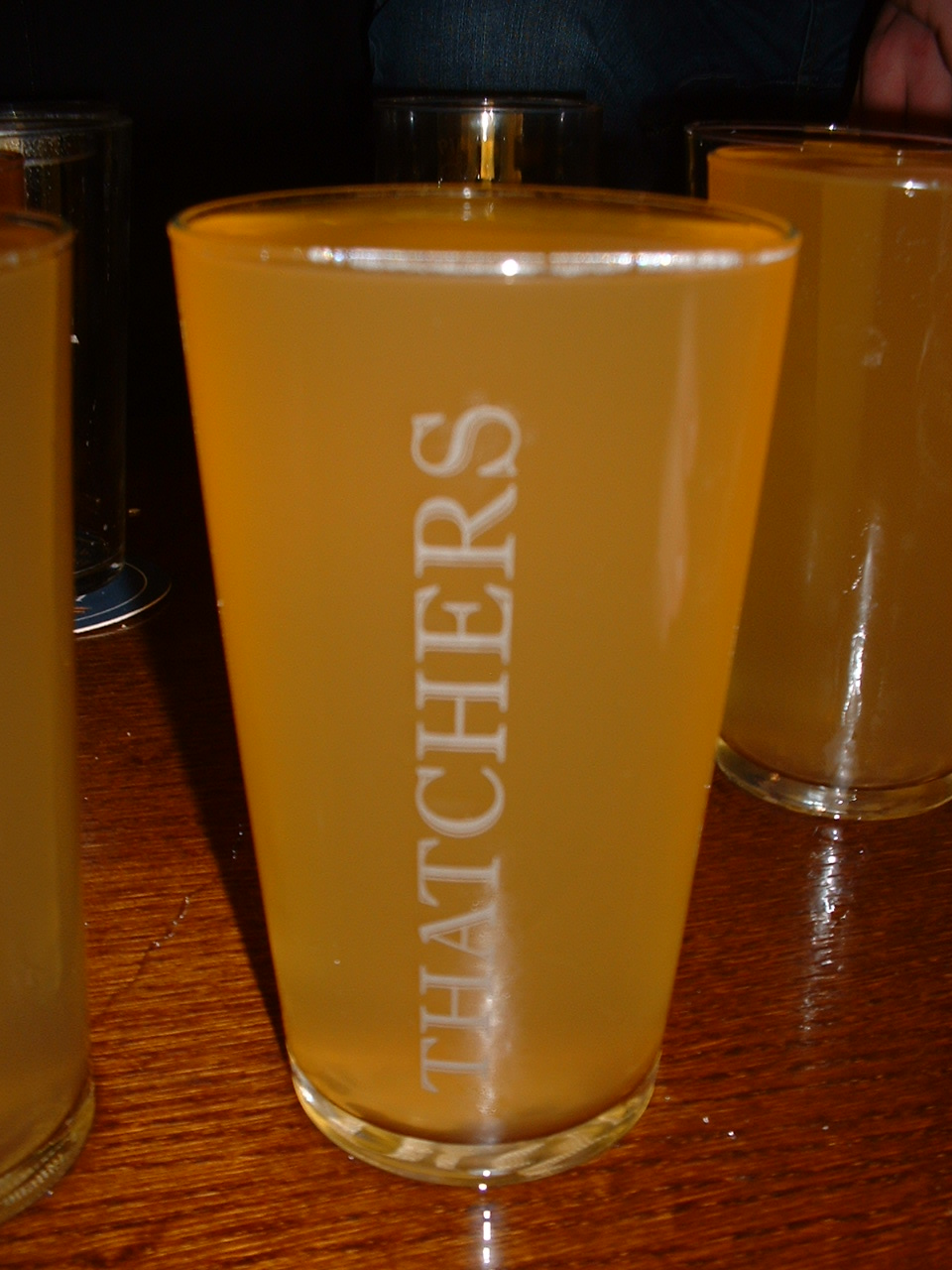
Sidra de Thatchers Cider.

La agricultura y la producción de alimentos y bebidas continúan siendo industrias importantes en el condado, brindando empleo a unas 15 000 personas. Las huertas de manzanas fueron alguna vez muy abundantes, y aún hoy en día Somerset es un destacado productor de sidras. Los pueblos de Taunton y Shepton Mallet elaboran esta bebida alcohólica, sobresaliendo la marca Blackthorn Cider, vendida en todo el país; existen además productores especialistas como Burrow Hill Cider Farm y Thatchers Cider. Gerber Products Company, en Bridgwater, es el mayor fabricante de jugos de fruta en Europa y elabora productos conocidos tales como el Sunny Delight y el Ocean Spray. El desarrollo de las industrias basadas en la leche —como Ilchester Cheese Company y Yeo Valley Organic— ha resultado en la elaboración de una amplia gama de postres, yogures y quesos, algunos de los cuales tienen denominación de origen, incluyendo el queso Cheddar. El cultivo tradicional del sauce para su posterior utilización en cestería y en la fabricación de féretros ya no es una actividad tan común como solía serlo, pero sigue llevándose a cabo y es conmemorado en el Willows and Wetlands Visitor Centre, en Stoke St Gregory.

### Manufactura de ropa
Ciertas localidades, como Castle Cary y Frome, crecieron gracias a la industria medieval de la tejeduría. Street se desarrolló como un centro de producción de pantuflas de lana y, posteriormente, de botas y zapatos, habiendo sido fundada en el pueblo la compañía C&J Clark en 1825. Los zapatos de esta empresa ya no son manufacturados allí, sino que en la actualidad ese trabajo se realiza en la India, China y Vietnam debido al aumento de los costes de confección, aunque el diseño se sigue haciendo en el Reino Unido predominantemente. En 1993, los edificios que habían quedado en desuso a causa de dicha deslocalización fueron convertidos en un centro comercial llamado Clarks Village. La compañía había tenido a su vez fábricas de calzado en Bridgwater y Minehead que daban empleo a los trabajadores locales fuera de la temporada alta turística en verano, pero estos talleres satélite fueron cerrados a finales de la década de 1980, antes que las instalaciones de Street. Dr. Martens elaboró zapatos en Somerset con personal calificado desempleado tras el cierre de la planta de C&J Clark, pero también en este caso la manufactura terminó siendo transferida a Asia.

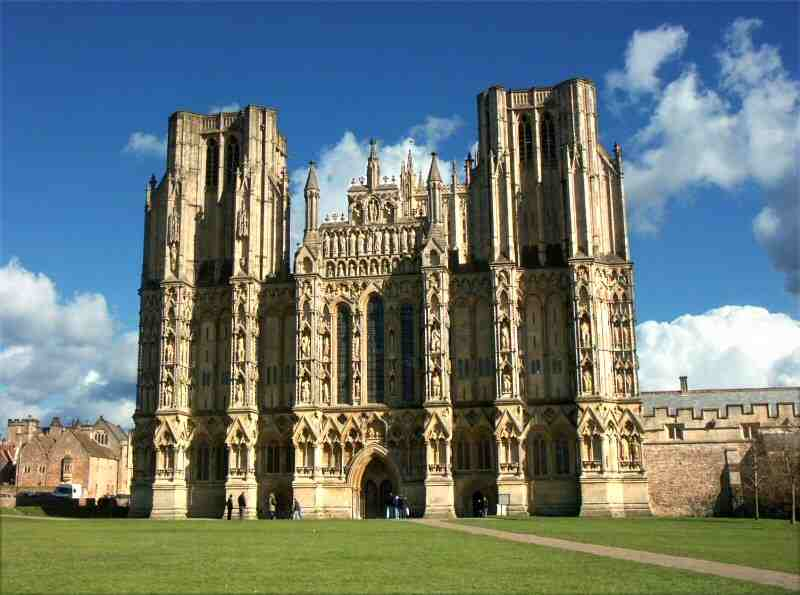
Catedral de Wells, en cuya construcción se utilizó piedra extraída de las canteras del condado.

### Minería y construcción
El condado tiene una larga historia en lo referente al suministro de piedra para la construcción. Las canteras de Doulting proveyeron el material necesario para erigir la Catedral de Wells. Asimismo, la piedra de Bath era muy utilizada, habiendo sido promovido su uso por Ralph Allen a comienzos del siglo XVIII y por Hans Price en el siglo XIX, aunque ya había sido aprovechada como recurso mucho antes de entonces; era extraída bajo tierra en las minas de Combe Down y Bathampton Down y, como resultado de la excavación del Box Tunnel, en algunos lugares de Wiltshire, como por ejemplo la villa de Box. Hoy en día, la piedra de Bath es usada a pequeña escala y más a menudo como recubrimiento que como material estructural. Hamstone es el nombre coloquial con que se designa la piedra explotada en Ham Hill, más al sur, también empleada significativamente en esta industria.
La Blue Lias ha sido utilizada a nivel local como material de construcción y como materia prima del mortero y del cemento de Portland. Hasta la década de 1960, Puriton tuvo canteras de Blue Lias, al igual que muchas otras localidades de las Polden Hills, y suministraba una fábrica de cemento en Dunball. Sus ruinas, restos de comienzos del siglo XX, fueron eliminadas cuando se edificó la autopista M5 a mediados de la década de 1970. Desde los años 1920, Somerset ha producido granulados, siendo Foster Yeoman el mayor proveedor de granulados de piedra caliza de toda Europa; dicha empresa opera la cantera de Torr Works (también conocida como Merehead Quarry), en East Cranmore, cerca de Shepton Mallet. La compañía ferroviaria de Mendip Rail se encarga de transportar en ferrocarril los granulados extraídos en un grupo de minas ubicadas sobre las Mendip Hills.

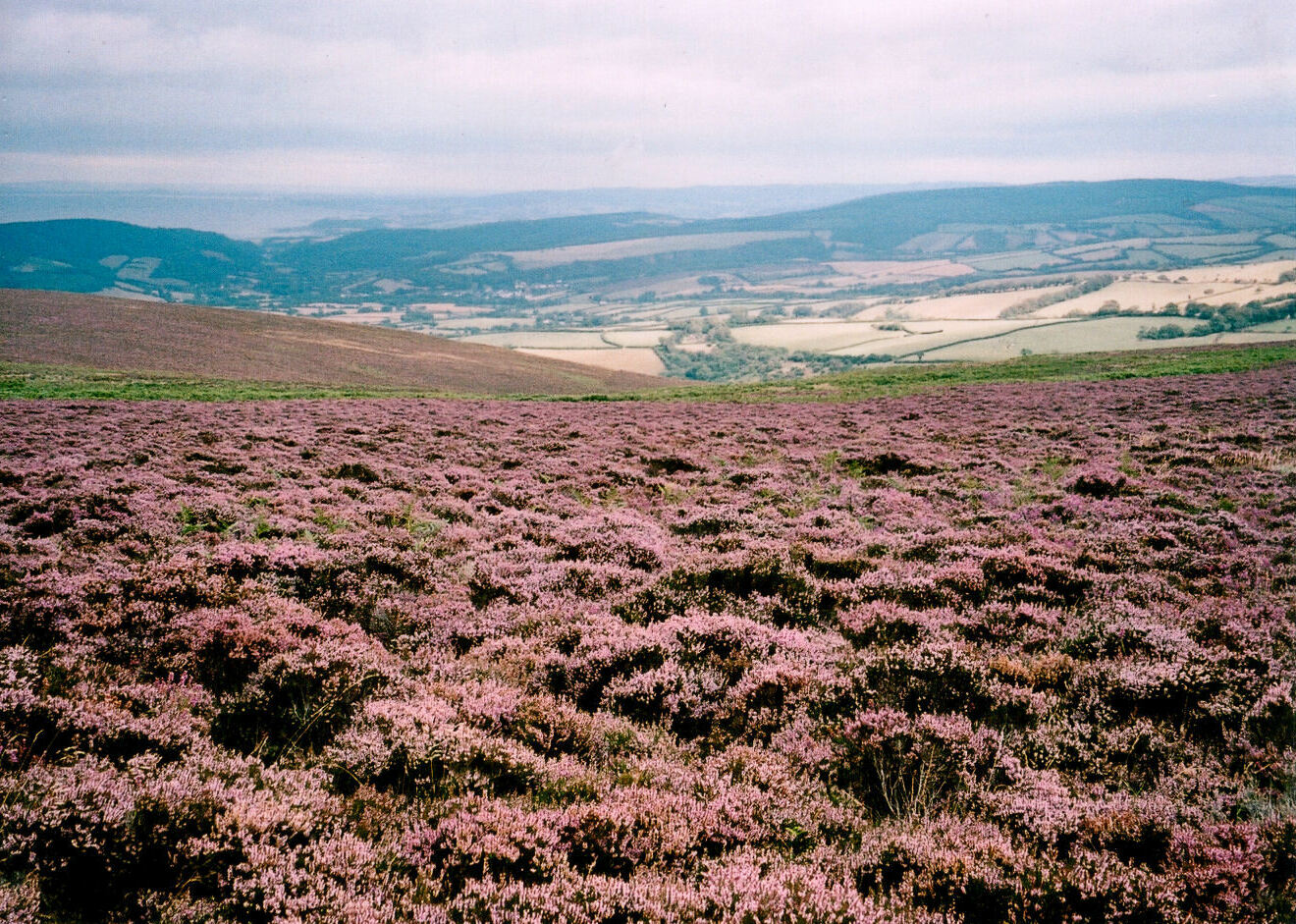
Brezales florecidos en la colina Dunkery Beacon (Exmoor).

### Turismo
El turismo, que en 2001 brindaba empleo a alrededor de 23 000 personas, también constituye una actividad económica importante. Las atracciones para los visitantes comprenden los pueblos costeros, parte del parque nacional de Exmoor, el West Somerset Railway (un heritage railway) y el museo de la Fleet Air Arm en RNAS Yeovilton. Numerosos mitos giran en torno a la localidad de Glastonbury, incluyendo la legendaria visita de José de Arimatea en el año 63, quien habría llevado consigo el Santo Grial; otros se relacionan con el Rey Arturo y Camelot, el cual, según la opinión de algunos, se trata del Castillo de Cadbury, un castro de la Edad de Hierro situado en las inmediaciones de la villa de Sparkford. Glastonbury también da su nombre a un festival anual de artes escénicas llevado a cabo al aire libre en el cercano Pilton. Existen cuevas abiertas al público en la garganta de Cheddar y cabe destacar además el queso local.

## Demografía
| Censo nacional de 2001 | Condado no metropolitano | A. U. de North Somerset | A. U. de BANES | Suroeste de Inglaterra | Inglaterra |
| ---------------------- | ------------------------ | ----------------------- | -------------- | ---------------------- | ---------- |
| Población total        | 498 093                  | 188 564                 | 169 040        | 4 928 434              | 49 138 831 |
| Extranjeros            | 7,6 %                    | 9,5 %                   | 11,2 %         | 9,4 %                  | 9,2 %      |
| Blancos                | 98,8 %                   | 97,1 %                  | 97,3 %         | 97,7 %                 | 91 %       |
| Asiáticos              | 0,3 %                    | 1,7 %                   | 0,5 %          | 0,7 %                  | 4,6 %      |
| Negros                 | 0,2 %                    | 0,9 %                   | 0,5 %          | 0,4 %                  | 2,3 %      |
| Cristianos             | 76,7 %                   | 75,0 %                  | 71,0 %         | 74,0 %                 | 72 %       |
| Musulmanes             | 0,2 %                    | 0,2 %                   | 0,4 %          | 0,5 %                  | 3,1 %      |
| Hindúes                | 0,1 %                    | 0,1 %                   | 0,2 %          | 0,2 %                  | 1,1 %      |
| Irreligiosos           | 14,9 %                   | 16,6 %                  | 19,5 %         | 16,8 %                 | 15 %       |
| > 75 años              | 9,6 %                    | 9,9 %                   | 8,9 %          | 9,3 %                  | 7,5 %      |
| Desempleados           | 2,5 %                    | 2,1 %                   | 2,0 %          | 2,6 %                  | 3,3 %      |

En 2001, el condado no metropolitano tenía una población de 498.093 habitantes, más 169.040 en Bath and North East Somerset, y otros 188 564 en North Somerset, lo que significa que el condado ceremonial contaba con un total de 855.697 habitantes. Se estima que para el 2006 dicha cifra habría ascendido a 895 700 residentes.
El crecimiento poblacional de Somerset es mayor al promedio nacional, con un aumento del 6,4 % desde 1991 y de un 17 % desde 1981 en la población del condado no metropolitano. La densidad poblacional es de 140 habitantes por kilómetro cuadrado, menor a la del Suroeste de Inglaterra en conjunto, con 207 habitantes por kilómetro cuadrado. Entre sus distritos, la densidad varía entre los 50 (West Somerset) y los 220 habitantes por kilómetro cuadrado (Taunton Deane). El porcentaje de población económicamente activa es superior al regional y al nacional, y la tasa de desempleo, inferior a ambos.
Los chinos representan el grupo étnico minoritario de mayor importancia y, aunque no existen registros oficiales acerca de esto, se cree que los gitanos conforman otra minoría étnica significativa. Más del 25 % de la población de Somerset se concentra en Taunton, Bridgwater y Yeovil; el resto del condado es principalmente rural y está poblado de manera esparcida.
| Año                      | 1801    | 1851    | 1901    | 1911    | 1921    | 1931    | 1941    | 1951    | 1961    | 1971    | 1981    | 1991    | 2001    |
| Condado no metropolitano | 187 266 | 276 684 | 277 563 | 280 215 | 282 411 | 284 740 | 305 244 | 327 505 | 355 292 | 385 698 | 417 450 | 468 395 | 498 093 |
| A. U. de BANES           | 57 188  | 96 992  | 107 637 | 113 732 | 113 351 | 112 972 | 123 185 | 134 346 | 144 950 | 156 421 | 154 083 | 164 737 | 169 045 |
| A. U. de North Somerset  | 16 670  | 33 774  | 60 066  | 68 410  | 75 276  | 82 833  | 91 967  | 102 119 | 119 509 | 139 924 | 160 353 | 179 865 | 188 556 |
| Total                    | 261 124 | 407 450 | 445 266 | 462 357 | 471 038 | 479 758 | 520 396 | 563 970 | 619 751 | 682 043 | 731 886 | 812 997 | 855 694 |

## Política y gobierno
El condado se divide en nueve distritos electorales para las elecciones de Miembros del Parlamento de la Cámara de los Comunes. En noviembre de 2007, las circunscripciones de Bridgwater, Wells, Weston-super-Mare y Woodspring eran representadas por MPs conservadores, mientras que los asientos correspondientes a Bath, Somerton and Frome, Taunton y Yeovil eran ocupados por liberales demócratas. El Partido Laborista ganó solamente en Wansdyke, cuyo nombre será cambiado al de North East Somerset a partir de las próximas elecciones, en 2009. Somerset forma parte del distrito electoral del Sudoeste de Inglaterra del Parlamento Europeo.
El condado ceremonial en cuestión consta del condado no metropolitano homónimo y dos autoridades unitarias. Los distritos de gobierno local del condado no metropolitano son West Somerset, South Somerset, Taunton Deane, Mendip y Sedgemoor. Las dos autoridades unitarias, administrativamente independientes, son North Somerset y Bath and North East Somerset, establecidas el 1 de abril de 1996, tras la abolición del condado de Avon. Estas autoridades unitarias incluyen áreas que habían pertenecido a Somerset antes de la creación de Avon en 1974. En 2007, la propuesta de abolir los cinco distritos internos para crear una autoridad unitaria que se correspondiera con el actual condado no metropolitano fue rechazada debido a la oposición local. (Véase: Autoridad unitaria#Creación de las autoridades unitarias)

### Distritos de gobierno local
1. South Somerset
2. Somerset West and Taunton
3. Sedgemoor
4. Mendip

Mapa político de Somerset.

5. Bath and North East Somerset (autoridad unitaria)
6. North Somerset (autoridad unitaria)

## Cultura

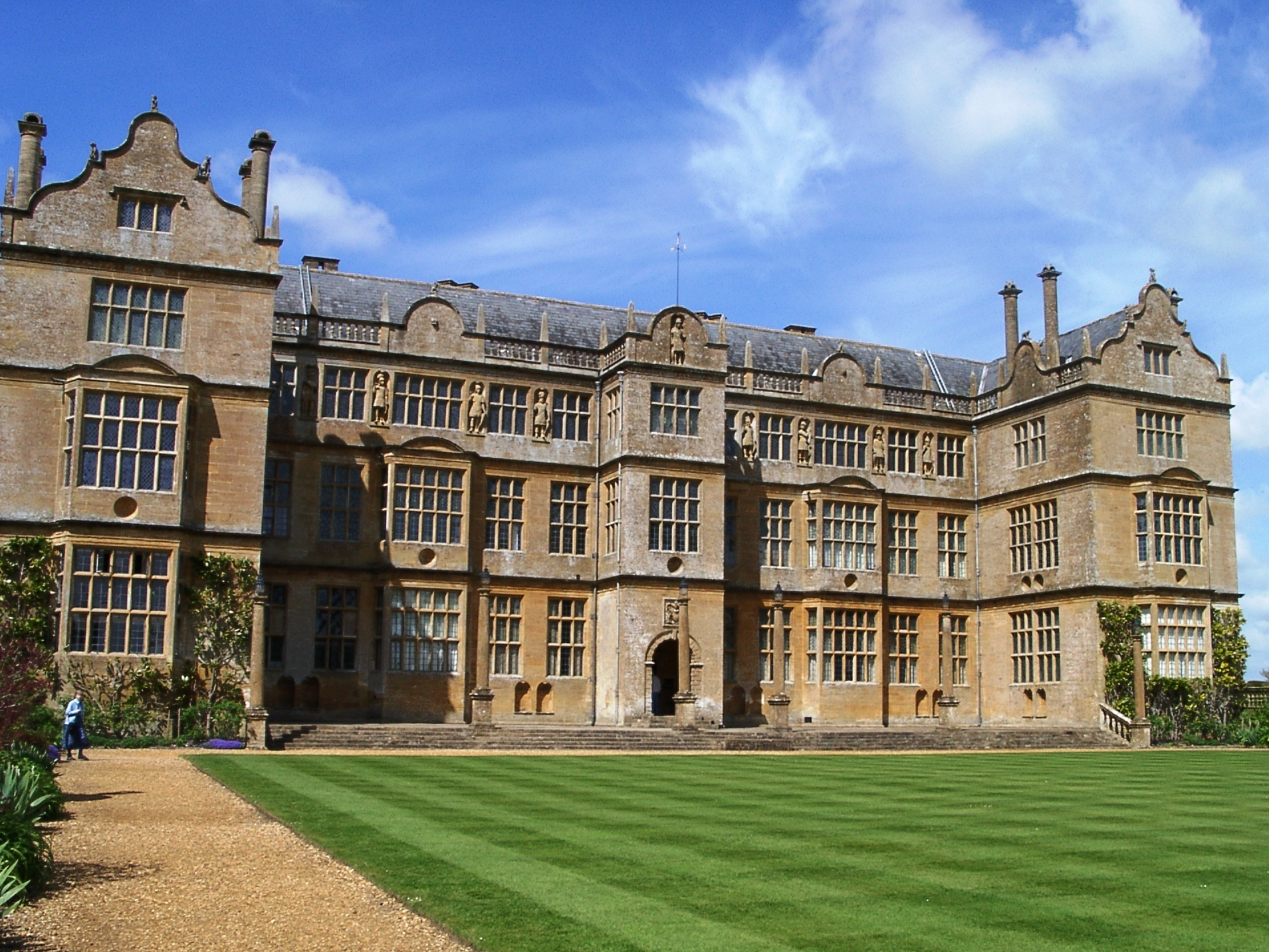
Montacute House representa un fino ejemplo de las casas de campo isabelinas.

Somerset tiene una larga tradición en arte, música y literatura. Los poetas románticos William Wordsworth y Samuel Taylor Coleridge escribieron mientras se encontraban en Coleridge Cottage, en Nether Stowey, y el novelista Evelyn Waugh pasó sus últimos años de vida en la villa de Combe Florey. La música tradicional, tanto la canción como la danza, ha sido muy importante en las comunidades agrícolas. Las canciones de Somerset fueron recopiladas por Cecil Sharp e incorporadas en trabajos tales como A Somerset Rhapsody, del compositor Gustav Holst. Halsway Manor, cerca de Williton, es un centro internacional de música folklórica. La tradición continúa hasta hoy con grupos como The Wurzels, especializado en la música Scrumpy and Western.

### Festivales

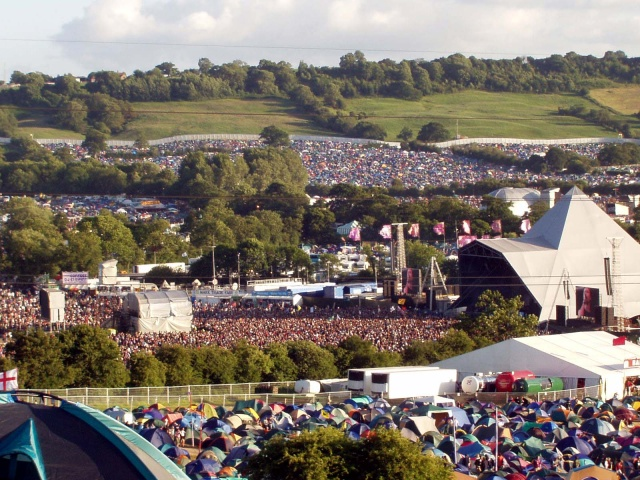
Festival de Glastonbury de 2003.

El Glastonbury Festival of Contemporary Performing Arts, conocido como Festival de Glastonbury, tiene lugar casi todos los años en Pilton, en las cercanías de Shepton Mallet, y atrae a más de 170 000 visitantes de todo el planeta, así como a artistas reconocidos a nivel mundial. El Big Green Gathering, un festival de enfoque medioambiental, es llevado a cabo cada verano en las Mendip Hills, entre Charterhouse y Compton Martin. El Bath Literature Festival es uno de los tantos festivales locales del condado, que también incluyen el Frome Festival y el Trowbridge Village Pump Festival, el cual, a pesar de su nombre, es realizado en Farleigh Hungerford. El circuito anual del West Country Carnival, que tiene lugar en otoño, engloba a varios pueblos de Somerset y constituye una celebración de trascendencia regional.

### Religión, abadías y catedrales

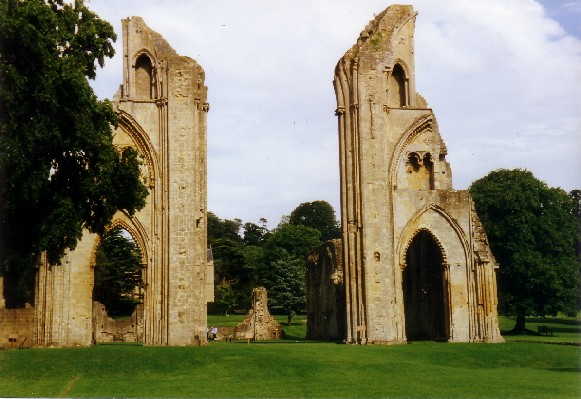
Ruinas de la Abadía de Glastonbury. Posiblemente se trate de la iglesia cristiana no subterránea más antigua del mundo.

En la leyenda artúrica, Ávalon se vio asociada a Glastonbury Tor cuando los monjes de la Abadía de Glastonbury afirmaron haber descubierto los restos del Rey Arturo y su reina. Lo cierto es que Glastonbury ya era un importante centro religioso para el año 700, y según se cree ostenta “la iglesia cristiana por encima del nivel del suelo más antigua del mundo” ubicada “en la tierra mística de Ávalon”. Esta suposición se basa en el hecho de que la comunidad de monjes fue fundada en el 63, año de la legendaria visita de José de Arimatea, quien habría llevado hasta allí el Santo Grial. Durante la Edad Media, el Priorato de Woodspring y la Abadía de Muchelney constituyeron otros sitios religiosos destacados. En la actualidad, la diócesis de Bath y Wells cubre Somerset y una pequeña área de Dorset. El asiento episcopal del obispo de dicha diócesis se encuentra hoy en día en la Catedral de San Andrés de la ciudad de Wells, habiéndose hallado previamente en la Abadía de Bath. Antes de la Reforma protestante, fue una diócesis católica. La abadía del monasterio benedictino de San Gregorio, comúnmente conocida como Abadía de Downside, está localizada en Stratton-on-the-Fosse, y la Abadía Cisterciense de Cleeve se ubica cerca de Washford.

### Museos y propiedades de interés cultural

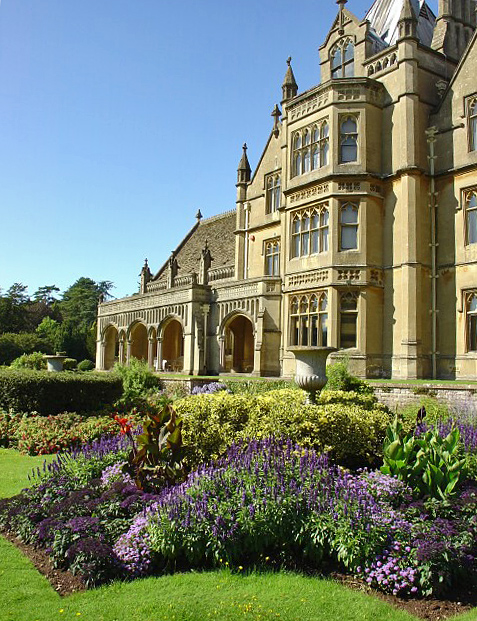
Tyntesfield, finca neogótica del.

El condado cuenta con numerosos museos; los de Bath incluyen el American Museum in Britain, el Building of Bath Museum, el Herschel Museum of Astronomy, el Jane Austen Centre y las termas romanas. Otras atracciones turísticas que reflejan el patrimonio cultural de Somerset comprenden la Claverton Pumping Station, el Dunster Working Watermill, el Fleet Air Arm Museum (RNAS Yeovilton, Yeovil), el Castillo de Nunney, The Helicopter Museum (Weston-super-Mare), el King John's Hunting Lodge (Axbridge), el Radstock Museum, el Somerset County Museum (Taunton), el Somerset Rural Life Museum (Glastonbury) y la Westonzoyland Pumping Station Museum.
Somerset tiene 11 500 monumentos clasificados, 523 scheduled monuments, 192 áreas de conservación, 41 parques y jardines —incluyendo los de Barrington Court, Holnicote Estate, Prior Park Landscape Garden y Tintinhull Garden—, 36 sitios del English Heritage y 19 propiedades de la National Trust, como Clevedon Court, Fyne Court, Montacute House, Tyntesfield y Stembridge Tower Mill, el último molino de viento con techo de paja que subsiste en Inglaterra. Otras casas históricas, de propiedad privada o utilizadas para otros propósitos, comprenden Halswell House y Marston Bigot. Las torres de las iglesias medievales conforman un distinguido aporte a la arquitectura del condado. Simon Jenkins escribió al respecto: “Estas estructuras, con sus contrafuertes, tracerías y coronas, constituyen junto al alabastro de Nottinghamshire las contribuciones más finas de Inglaterra al arte medieval”.

### Deporte
El equipo Bath Rugby juega en el Recreation Ground de Bath, mientras que el Somerset County Cricket Club lo hace en el County Cricket Ground de Taunton. Se celebran carreras de caballo en ese último pueblo y en Wincanton. El condado tuvo un equipo de fútbol en la Football League por primera vez en 2003, cuando el Yeovil Town F.C., campeón de la Football Conference esa temporada, fue ascendido a la Football League Third Division. El club había obtenido numerosas victorias en la FA Cup en los últimos 50 años, y, habiéndose consagrado campeón de la League Two en 2005, pasó a la League One. Estuvo a punto de lograr una nueva ascensión (a la League Championship) en 2007, pero perdió esa oportunidad ante el Blackpool F.C. en el recientemente reabierto Estadio Wembley.

### Medios de comunicación
Además de los periódicos nacionales, recibe uno regional llamado Western Daily Press. Cuenta también con la publicación de diversos periódicos locales, tales como el The Weston & Somerset Mercury, la Bath Chronicle, la Chew Valley Gazette, el Clevedon Mercury y el Mendip Times. Los servicios de radio y televisión los proveen la emisora BBC Somerset, la GWR FM Bristol, la Orchard FM Taunton, y la Ivel FM Yeovil e ITV Wales & West.

## Transporte

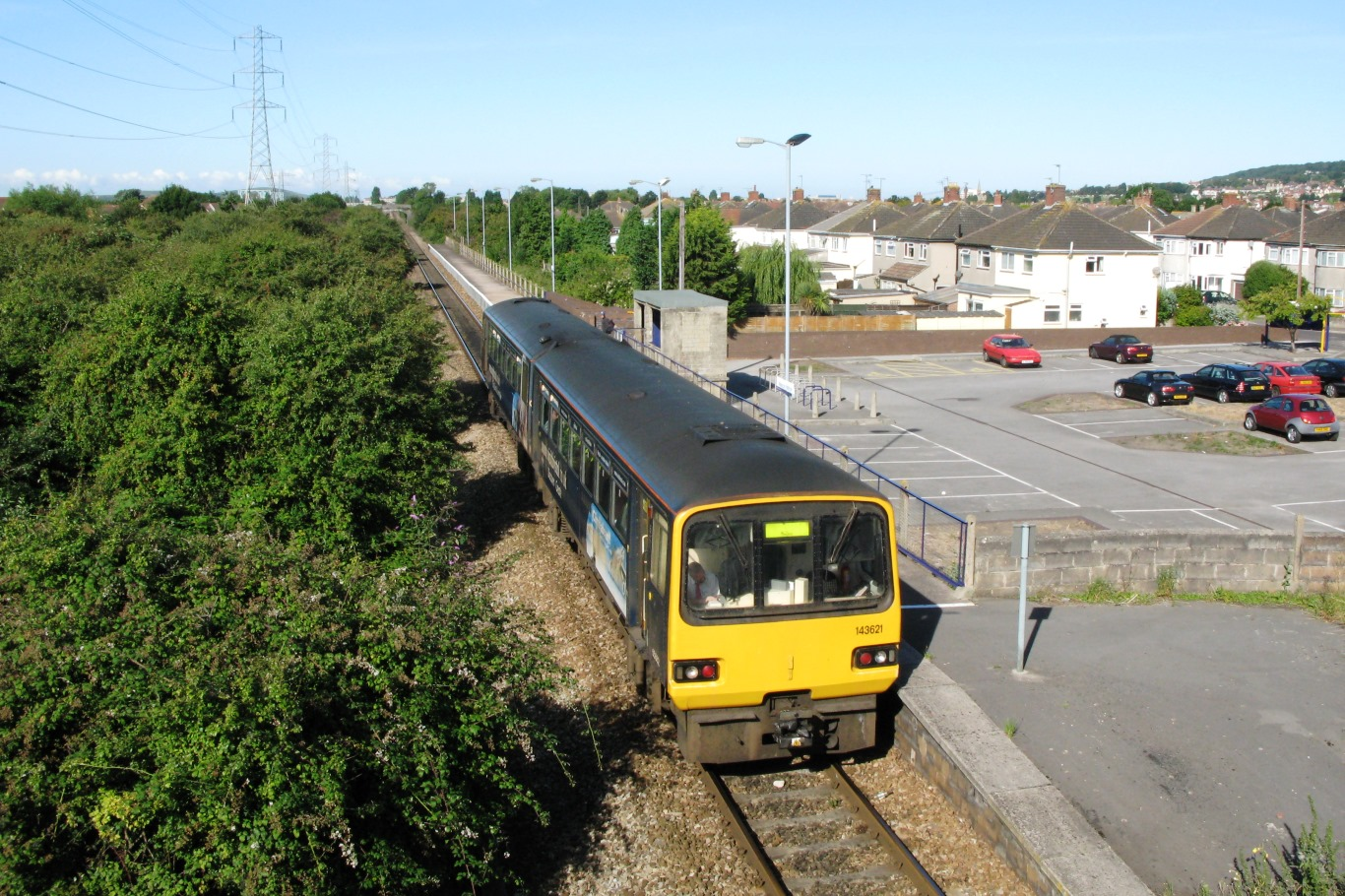
Ferrocarril de la Bristol to Taunton Line, en la Estación Weston Milton, cerca de Weston-super-Mare.

Somerset tiene 6.531 km de carreteras. Las principales vías de transporte terrestre, que incluyen la autopista M5 y las rutas A303, A37, A38 y A39, permiten llegar a grandes áreas del condado, aunque muchas otras son accesibles sólo gracias a estrechos caminos. Los servicios ferroviarios están a cargo de la West of England Main Line a través de Yeovil, la Bristol to Taunton Line, la Heart of Wessex Line —que se extiende entre Brístol y Weymouth—, y la Reading to Plymouth Line. Vuelos nacionales e internacionales salen y llegan al Aeropuerto Internacional de Brístol.
En viajes vacacionales de larga distancia desde y hacia Devon o Cornualles, frecuentemente se pasa por Somerset. El tráfico que se moviliza en dirección norte-sur atraviesa el condado por medio de la autopista M5. El que se dirige al este o procede de allí recorre su extensión a través de la ruta A303; otra opción posible sería encaminarse hacia el norte por la M5 y tomar la autopista M4 en Bristol o viceversa.

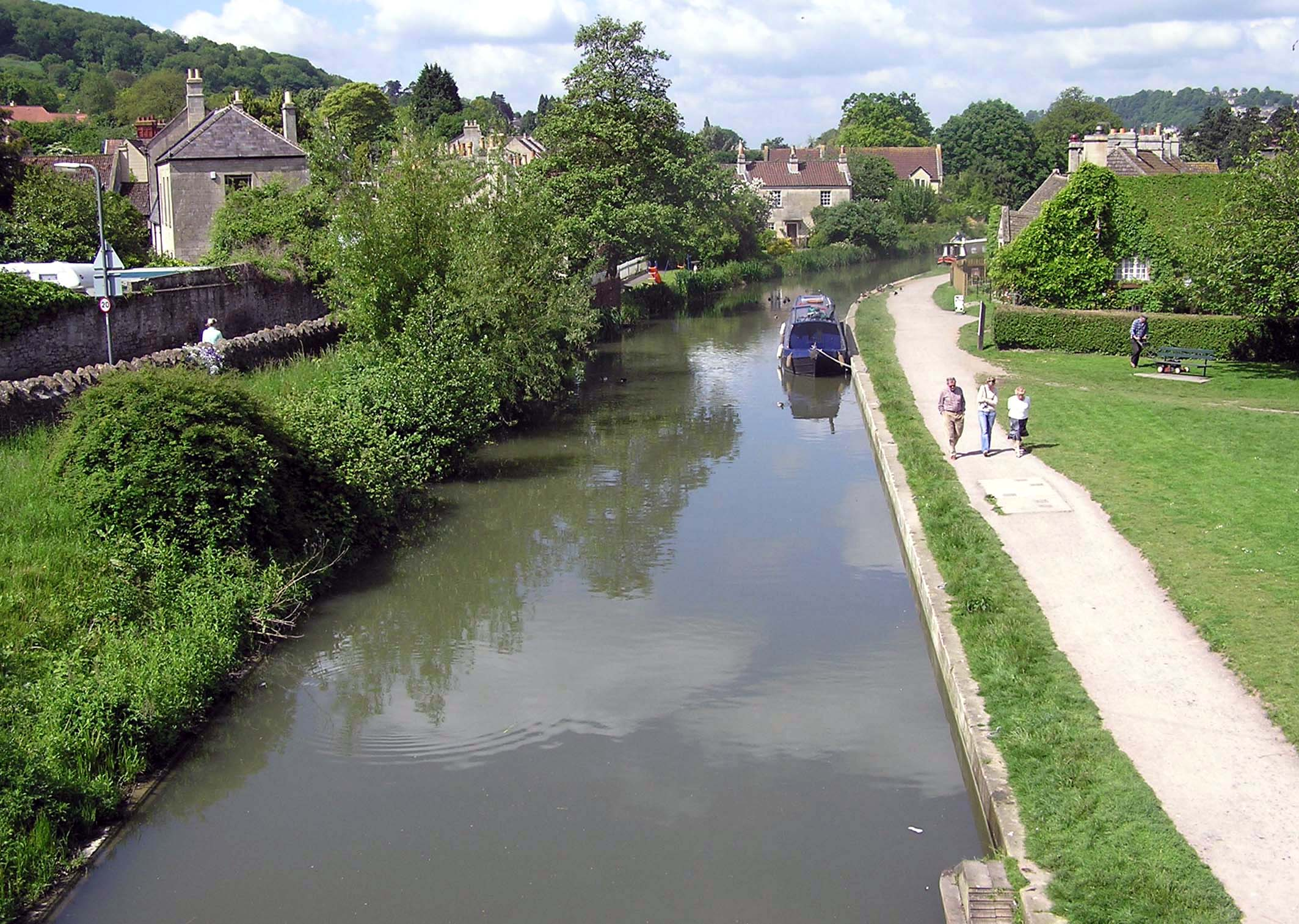
Canal del Kennet y del Avon en Bathampton, en las cercanías de Bath.

### Canales
El Somerset Coal Canal fue construido a comienzos del siglo XIX para reducir los costes de transporte del carbón. Los primeros 16 km, desde un cruce con el canal del Kennet y del Avon, a lo largo del valle del Cam, hasta Paulton, estaban en uso para 1805, junto con varios tranvías. Se planeó un segundo tramo de 12 km hasta Midford que nunca se llevó a la práctica, pero en su lugar se instaló un tranvía de igual recorrido. En 1871, este último fue comprado por el Somerset and Dorset Joint Railway (S&JR), el cual lo operó hasta la década de 1950.
Durante el siglo XIX, hubo notables mejoras en las rutas y el transporte del condado debido a la introducción de peajes y la construcción de canales y ferrovías. Los canales del siglo en cuestión comprenden los de Bridgwater y Taunton, Westport, Glastonbury y Chard. Se propuso también la realización de una estructura de este tipo que comunicara Dorset y Somerset, pero solo una pequeña parte de ella fue ejecutada. Dichas vías de transporte acuático fueron utilizadas durante poco tiempo, aunque algunas han sido restauradas con fines recreativos.

### Transporte ferroviario

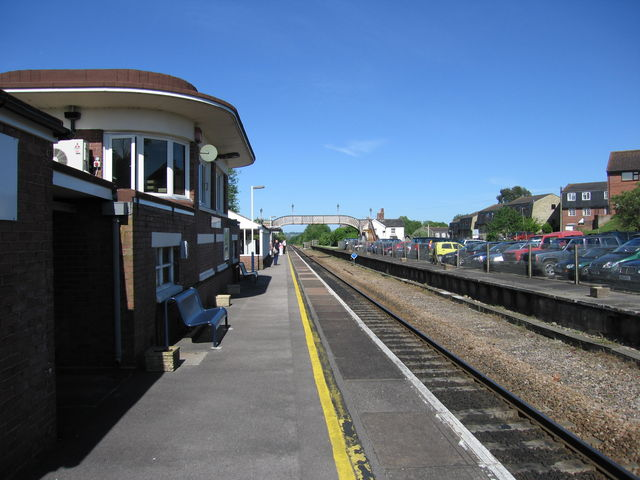
La estación de Templecombe solía ser el punto de unión del L&SWR y el SW&DR. Hoy en día, es parte de la West of England Main Line.

En el siglo XIX, se construyeron además ferrovías hacia y dentro del condado. Antes de la reorganización ferroviaria de 1923, las siguientes empresas estaban a cargo de los viajes en ferrocarril: el Great Western Railway (GWR); una rama del Midland Railway (MR) a la estación Bath Green Park (y otra a Brístol); el Somerset and Dorset Joint Railway (S&DJR), y el London and South Western Railway (L&SWR). La quinta compañía, el Weston, Clevedon and Portishead Railway, manejaba una ferrovía ligera que operó durante un período relativamente corto. Las que alguna vez fueron las líneas principales del GWR siguen en uso aún en la actualidad. Las antiguas líneas del S&DJR cerraron completamente, al igual que la rama del MR a Bath Green Park (y a la estación Bristol St Philips); por otro lado, el L&SWR sobrevivió como parte de la moderna West of England Main Line. Ninguna de estas líneas, en Somerset, está electrificada. Dos líneas secundarias, los West e East Somerset Railways, fueron rescatadas y privatizadas como heritage railways. El West Somerset Mineral Railway transportaba el mineral de hierro desde las Brendon Hills hasta Watchet.

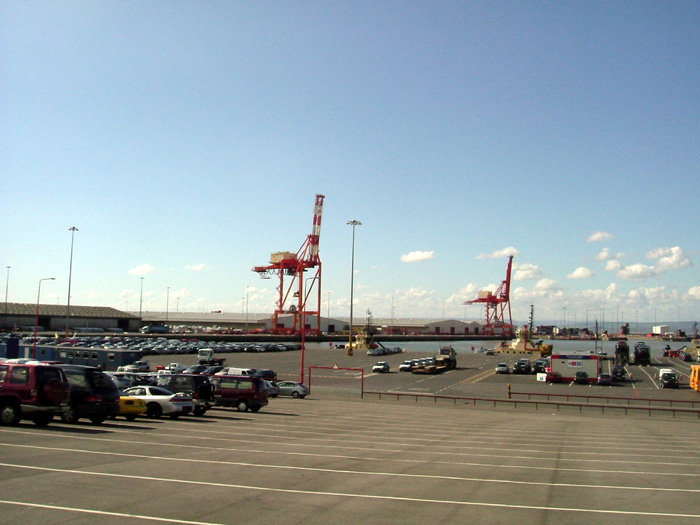
Fotografía del Royal Portbury Dock.

### Transporte marítimo
Hasta la década de 1960, los muelles de Weston-super-Mare, Clevedon, Portishead y Minehead eran frecuentados por buques de vapor de la compañía P and A Campbell, que ofrecían servicios regulares a Barry y Cardiff (ambas localidades en Gales), así como también a Ilfracombe y a la isla de Lundy. El muelle de Burnham-on-Sea era usado para los bienes económicos, lo cual constituyó una de las razones para que el Somerset and Dorset Joint Railway proporcionara una conexión entre el canal de Brístol y el de la Mancha. En los años 1970, se edificó el Royal Portbury Dock (“Atracadero Real de Portbury”) para dotar al Puerto de Brístol de capacidad adicional.

## Educación
| Porcentaje de alumnos que en 2006 obtuvieron al menos 5 calificaciones entre A* y C, incluyendo inglés y matemática, en el GCSE (Promedio de Inglaterra: 45,8 %) | Porcentaje de alumnos que en 2006 obtuvieron al menos 5 calificaciones entre A* y C, incluyendo inglés y matemática, en el GCSE (Promedio de Inglaterra: 45,8 %) |
| --- | --- |
| Bath and North East Somerset (autoridad unitaria) | 52,0 % |
| West Somerset | 51,0 % |
| Taunton Deane | 49,5 % |
| Mendip | 47,7 % |
| North Somerset (autoridad unitaria) | 47,4 % |
| South Somerset | 42,3 % |
| Sedgemoor | 41,4 % |

Tres autoridades de educación local se encargan de la educación pública: Bath and North East Somerset, North Somerset y el Consejo del Condado. Ninguna de las escuelas estatales selecciona a sus estudiantes según sus logros o aptitudes académicas. En algunas zonas, asisten a las escuelas primarias, de infantes y junior alumnos de entre 4 y 11 años, y después son transferidos a escuelas secundarias. Mientras que en West Somerset existe un sistema de tres niveles que incluye educación primaria, secundaria y superior, la mayor parte del condado se maneja con un sistema de dos niveles. Somerset tiene 30 escuelas secundarias estatales y 17 independientes; Bath and North East Somerset, 13 estatales y 5 independientes; y North Somerset, 10 estatales y 2 independientes, excluyendo los colegios de sixth form.

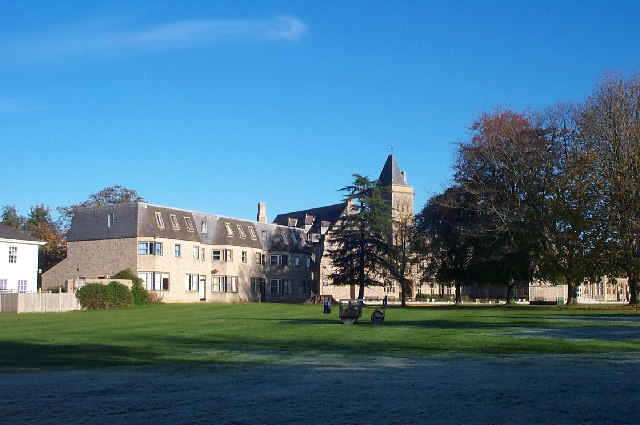
Taunton School

Determinadas escuelas secundarias poseen el estatus de escuela especialista. Algunas cuentan con centros de sixth form, mientras que otras transfieren sus estudiantes de ese nivel a colegios especiales. Ciertas instituciones ostentan una larga trayectoria, como The Blue School (Wells), el Richard Huish College (Taunton) y la Oldfield School (Bath). Otras han cambiado sus nombres a través de los años: por ejemplo, la Beechen Cliff School, que había sido fundada en 1905 como la City of Bath Boys' School, para ser rebautizada en 1972, cuando la escuela de gramática se fusionó con una escuela secundaria moderna local. Muchas otras fueron establecidas y construidas desde la Segunda Guerra Mundial. En 2006, 5.900 alumnos rindieron el GCSE y el 44,5 % de ellos obtuvo al menos 5 calificaciones entre A* y C, incluyendo inglés y matemática, comparado al 45,8 % en el promedio de Inglaterra.
Sexey's School es un internado estatal ubicado en Bruton al que concurren también estudiantes de la zona que no pasan la noche en el colegio. La autoridad de educación local de Somerset tiene a su cargo asimismo escuelas especiales, como el Farleigh College, situado cerca de Mells, al cual asisten chicos de entre 10 y 17 años con necesidades educativas especiales; las escuelas convencionales también ofrecen servicios educativos a estos alumnos.
Existe una gran cantidad de escuelas públicas e independientes. Muchas de estas son para estudiantes de entre 11 y 18 años, como el King's College (Taunton) y la Taunton School. La King's School (Bruton) fue fundada en 1519 y recibió el estatus de fundación real alrededor de treinta años más tarde, durante el reinado de Eduardo VI. Millfield (Street) es la escuela independiente e internado mixto más grande del condado, con 1.260 alumnos, de los cuales 910 son pupilos. Hay también escuelas preparatorias para niños de menor edad, como All Hallows Preparatory School (East Cranmore) y Hazlegrove Preparatory School (cerca de Sparkford). Otras instituciones educan a chicos desde los 3 o 4 años hasta los 18, como la  King Edward's School (Bath), el  Queen's College (Taunton) y la Wells Cathedral School, una de las cinco escuelas de música establecidas en el Reino Unido para chicos en edad escolar. Algunas tienen afiliaciones religiosas, como la Monkton Combe School (Monkton Combe); el Prior Park College (Bath); la Sidcot School (Winscombe), que está asociada a la Sociedad Religiosa de los Amigos; la Downside School, una escuela estatal católica en Stratton-on-the-Fosse, situada junto a la Abadía Benedictina de Downside, y la Kingswood School, fundada en 1748 por John Wesley en Kingswood, cerca de Brístol, originalmente para la educación de los hijos de los ministros itinerantes (clero) de la Iglesia Metodista, y trasladada a Bath en 1851.

### Educación superior y universitaria

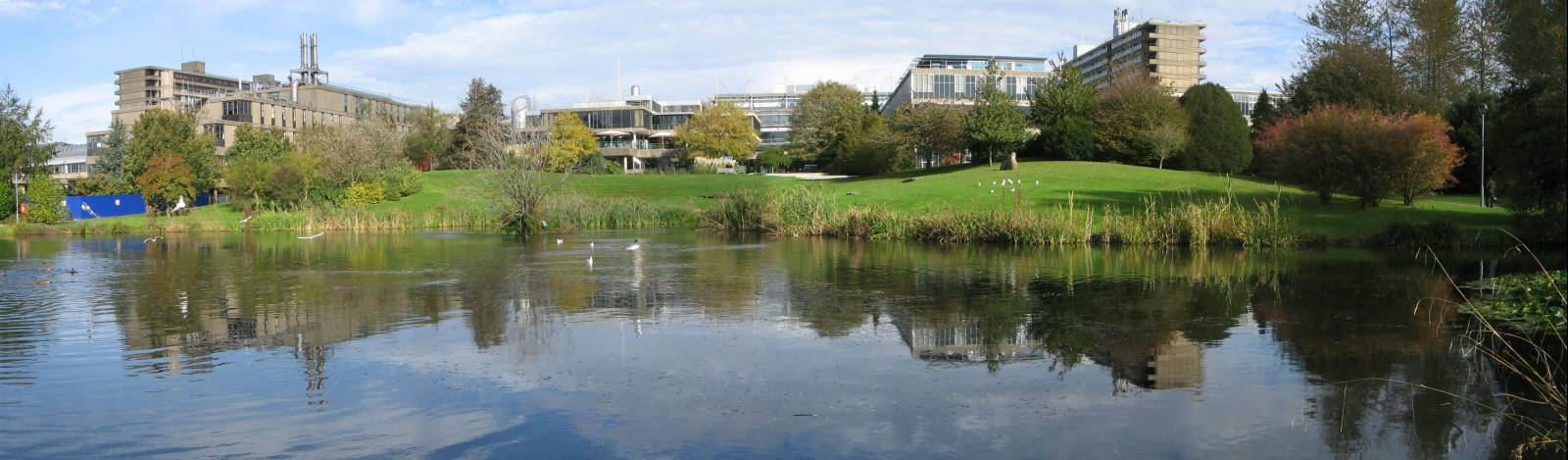
Campus de la Universidad de Bath, en Claverton.

Existe una amplia gama de cursos de educación superior que se estudian en Somerset en escuelas, universidades y otros lugares. Dichas universidades incluyen el Bridgwater College, el Frome Community College (Frome), el Richard Huish College, el Somerset College of Arts and Technology (Taunton), el Strode College (Street) y el Yeovil College. Las universidades de Bath y Bath Spa son establecimientos de educación para adultos ubicados en el extremo noreste del condado ceremonial. La Universidad de Bath obtuvo su Royal Charter en 1966, aunque sus orígenes se remontan a la Bristol Trade School, fundada en 1856, y la Bath School of Pharmacy, fundada en 1907. Posee un campus en Claverton, en las afueras de Bath, y cuenta con 12 000 estudiantes. La Universidad de Bath Spa, situada en Newton Saint Loe, consiguió su estatus de universidad en 2005, y sus orígenes se vinculan a la Bath Academy of Art —fundada en 1898—, el Bath Teacher Training College y el Bath College of Higher Education. Tiene varios campus y 5500 estudiantes.